# Joeri Jechanoerov

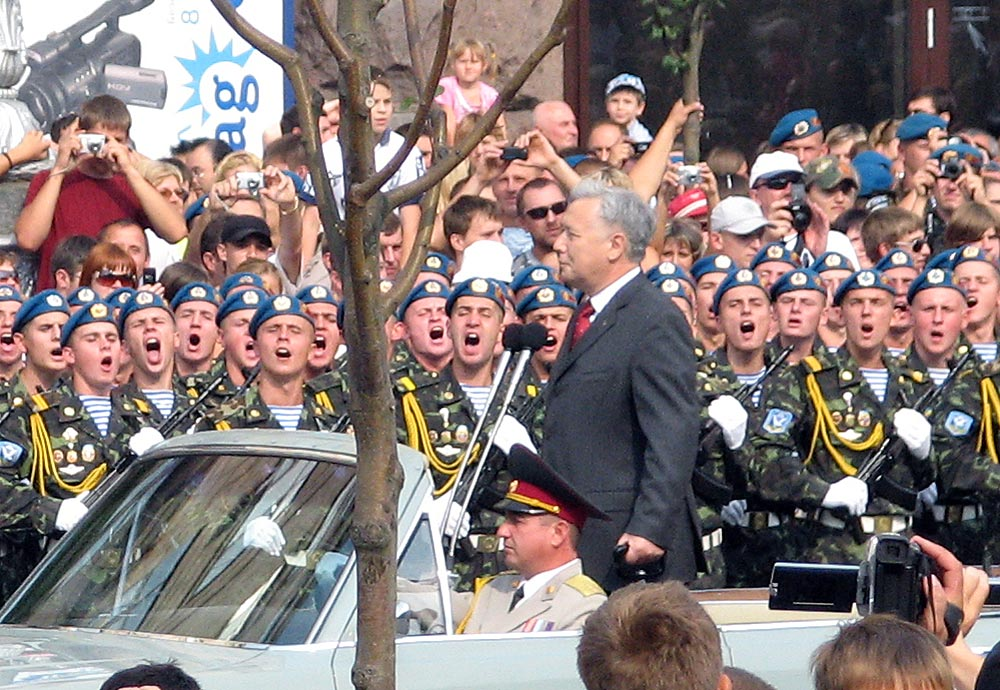
De Oekraïense minister van defensie Joeri Jechanoerov inspecteert de troepen van de 95e Mobiele Luchtbrigade in Kiev tijdens onafhankelijkheidsdag 2008

Joeri Ivanovitsj Jechanoerov (Oekraïens: Юрій Іванович Єхануров) (Belkatsji, 23 augustus 1948) is een voormalig minister-president van Oekraïne. Hij was premier vanaf 8 september 2005 tot 4 augustus 2006. Eerder was hij onder meer onderminister en minister van economische zaken, vicepremier en gouverneur van het oblast Dnjepropetrovsk. Van 18 december 2007 tot 5 juni 2009 was Jechanoerov minister van defensie.
Jechanoerov was in zijn politieke functies voorstander van economische hervormingen en voor privatisering van de industrie, in tegenstelling tot zijn voorganger Joelia Tymosjenko, die nationalisering voorstond. Jechanoerov stond in zijn functie bekend als een ervaren markthervormer en behoedzaam politicus, die niet afhankelijk was van steun uit het bedrijfsleven.

## Opleiding
Jechanoerov is etnisch Boerjat (zie Boerjatië), maar werd geboren in Jakoetië, toen onderdeel van de Sovjet-Unie, nu een autonome republiek in de Russische Federatie. Zijn eerste acht schooljaren vonden plaats in Boerjatië, maar daarna studeerde hij van 1963 tot 1967 bouwkunde aan de technische hogeschool in Kiev. Vervolgens studeerde hij economie, wat uiteindelijk tot een promotie leidde.

## Loopbaan

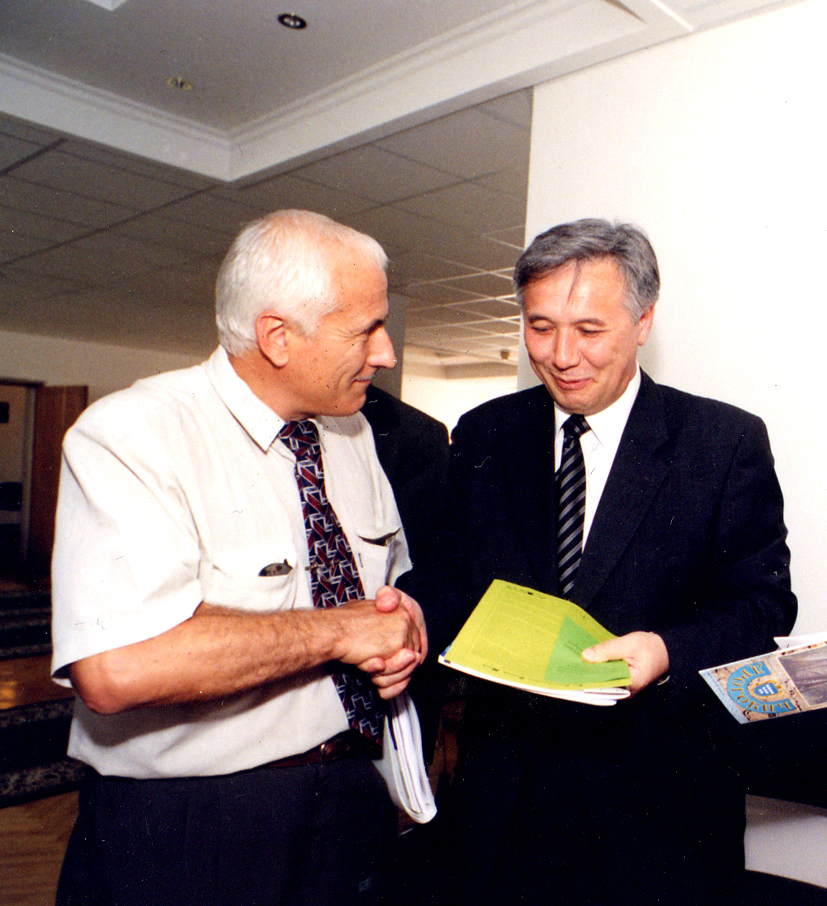
Joeri Jechanoerov (rechts)

Door de combinatie van economie en bouwkunde maakte Jechanoerov aanvankelijk carrière in de bouw.
Toen Oekraïne in 1991 onafhankelijk werd ging hij de politiek in, eerst als lokaal bestuurder in Kiev en vanaf 1993 in het landsbestuur, onder andere als onderminister van economische zaken en (in 1997) korte tijd als minister van economische zaken. In 1998 werd hij lid van het Oekraïens parlement. Toen Viktor Joesjtsjenko in 1999 premier van Oekraïne werd, werd Jechanoerov tot vicepremier benoemd. Na de val van de regering-Joesjtsjenko in 2001 werd Jechanoerov eerst weer even parlementslid, maar vervolgens vanaf juni 2002 voorzitter van de commissie voor industrieel beleid en ondernemerschap. Na de Oranje Revolutie die volgde op de omstreden presidentsverkiezingen van 2004 werd hij in 2005 benoemd tot hoofd van het centraal uitvoerend comité van Joesjtsjenko's partij, Ons Oekraïne. Daarnaast was hij hoofd van de regering van de regio Dnjepropetrovsk.
Op 8 september 2005 stuurde Viktor Joesjtsjenko (intussen president) het volledige kabinet van Tymosjenko wegens een groot corruptieschandaal de laan uit en benoemde hij Jechanoerov tot waarnemend minister-president. Het had nog heel wat voeten in aarde om de benoeming van Jechanoerov in het parlement bevestigd te krijgen, omdat de aanhangers van Tymosjenko in eerste instantie tegen hem stemden, maar in de tweede stemronde behaalde hij toch de vereiste meerderheid.
Begin januari 2006 kwam Oekraïne in moeilijk vaarwater toen Rusland een forse verhoging van de gasprijs doorvoerde, wat zelfs enkele dagen leidde tot een afsluiting van de gastoevoer naar Oekraïne. Uiteindelijk kwam er toch een akkoord tot stand, maar het parlement was het niet eens over de hoge prijs daarvan en stuurde op 10 januari 2006 de voltallige regering van Jechanoerov naar huis.
Op 26 maart 2006 was hij lijsttrekker voor het Blok "Ons Oekraïne" bij de parlementsverkiezingen. De partij haalde 13,95 % van de stemmen en werd daarmee derde. Op 25 mei 2006 diende Jechanoerov het ontslag in van het kabinet, waarna het nieuwe parlement werd ingezworen. Jechanoerov heeft zitting genomen in het parlement. Hij werd op 4 augustus als minister-president opgevolgd door Viktor Janoekovytsj.

## Persoonlijk
Jechanoerov is getrouwd en hij heeft een zoon.